# Улан (Иркутская область)
Улан (бур. Улаан - красный) — деревня в Баяндаевском районе Иркутской области России. Входит в состав Половинского муниципального образования. Находится в 30 км к северо-востоку от районного центра.

## Население
| 2002 | 2010 | 2011 | 2012 |
| ---- | ---- | ---- | ---- |
| 168  | ↘139 | ↘138 | ↘133 |

По данным Всероссийской переписи, в 2010 году в деревне проживало 139 человек (74 мужчины и 65 женщин).